# ATP Cleveland 1979
L'ATP Cleveland 1979 è stato un torneo di tennis giocato sul cemento. È stata la 2ª edizione dell'ATP Cleveland, che fa parte del Colgate-Palmolive Grand Prix 1979. Si è giocato a Cleveland negli USA, dal 13 al 19 agosto 1979.

## Campioni

### Singolare
Stan Smith ha battuto in finale  Ilie Năstase con il punteggio di 7–6, 7–5

### Doppio
Robert Lutz /  Stan Smith hanno battuto in finale  Francisco González /  Fred McNair con il punteggio di 6–3, 6–4